# Alghero
Alghero (em catalão: l'Alguer; em sardo: S'Alighera) é uma cidade italiana da província de Sassari, na região da Sardenha, com cerca de 44 000 habitantes. Parte da sua população é originária de conquistadores catalães do fim da Idade Média, que remonta à época em que a Sardenha era parte da Coroa de Aragão. Por isso a cidade conserva o uso da língua catalã, reconhecida como oficial pela Republica Italiana e pela região, sob o nome de dialeto alguerês. Algueiro alberga também uma delegação institucional da Generalitat de Catalunya, o governo da Catalunha.
A cidade de Alghero, uma das principais da Sardenha e a quinta em população, é uma das portas de acesso à ilha por conta do aeroporto de Alghero – Fertilia. A sua costa é conhecida como Riviera do Coral, pelo fato de poder-se achar coral vermelho da melhor qualidade em abundância. O artesanato e a venda do coral fazem parte desde há séculos da vida cultural e econômica da cidade, tendo até um pedaço de coral no brasão da mesma.
Alghero é a terceira cidade universitária da ilha, perdendo apenas para Sassari e Cagliari, e detém a sede do Dipartimento di Architettura, Design e Urbanistica da Università degli Studi di Sassari. Tem uma forte vocação turística e é um dos principais destinos na Sardenha; em 2012 foi a 10ª cidade italiana mais visitada pelos turistas estrangeiros.

## Geografia física

### Situação
Algueiro fica na parte noroeste da Sardenha, na baía homônima. O norte da área urbana é ocupada pela planície de Nurra. No noroeste se acham os sistemas cársticos de Capo Caccia, Punta Giglio e Monte Doglia. O sul da cidade presenta um território formado principalmente por montanhas e os planaltos de Villanova Monteleone e Bosa, na última das quais se originam alguns rios, o que favoreceu a agricultura.

### Clima
O clima de Algueiro é leve pela presença da maresia que atenua especialmente as temperaturas no inverno. Os verões são quentes e agradáveis como na maior parte do Mediterrâneo. Ao norte da cidade há dois observatórios meteorológicos, onde são feitas as previsões de curto prazo e médio prazo para toda a parte norte da Sardenha. A medição também é enviada para os principais média nacionais (rádio, TV, outros centros meteorológicos) e regionais.

## Cultura e língua
Alghero é conhecida por ser uma ilha linguística, a  única cidade da Itália onde se fala alguerês, um dialeto do catalão reconhecido oficialmente falado na cidade há séculos. O alguerês moderno inicialmente nasceu como um híbrido de quatro dialetos principais (catalão central, valenciano, rossellonês e balear) entre o final do século XV e o início do XVI como resultado da influência entre estas variedades de catalão.[carece de fontes?] No final de 1354, a população de Algueiro foi dizimada pela fome de seis meses de cerco e resistência depois de uma revolta popular contra o rei Pedro de Aragão. A população da cidade foi então substituída por colonos catalães do Penedès e Tarragona.

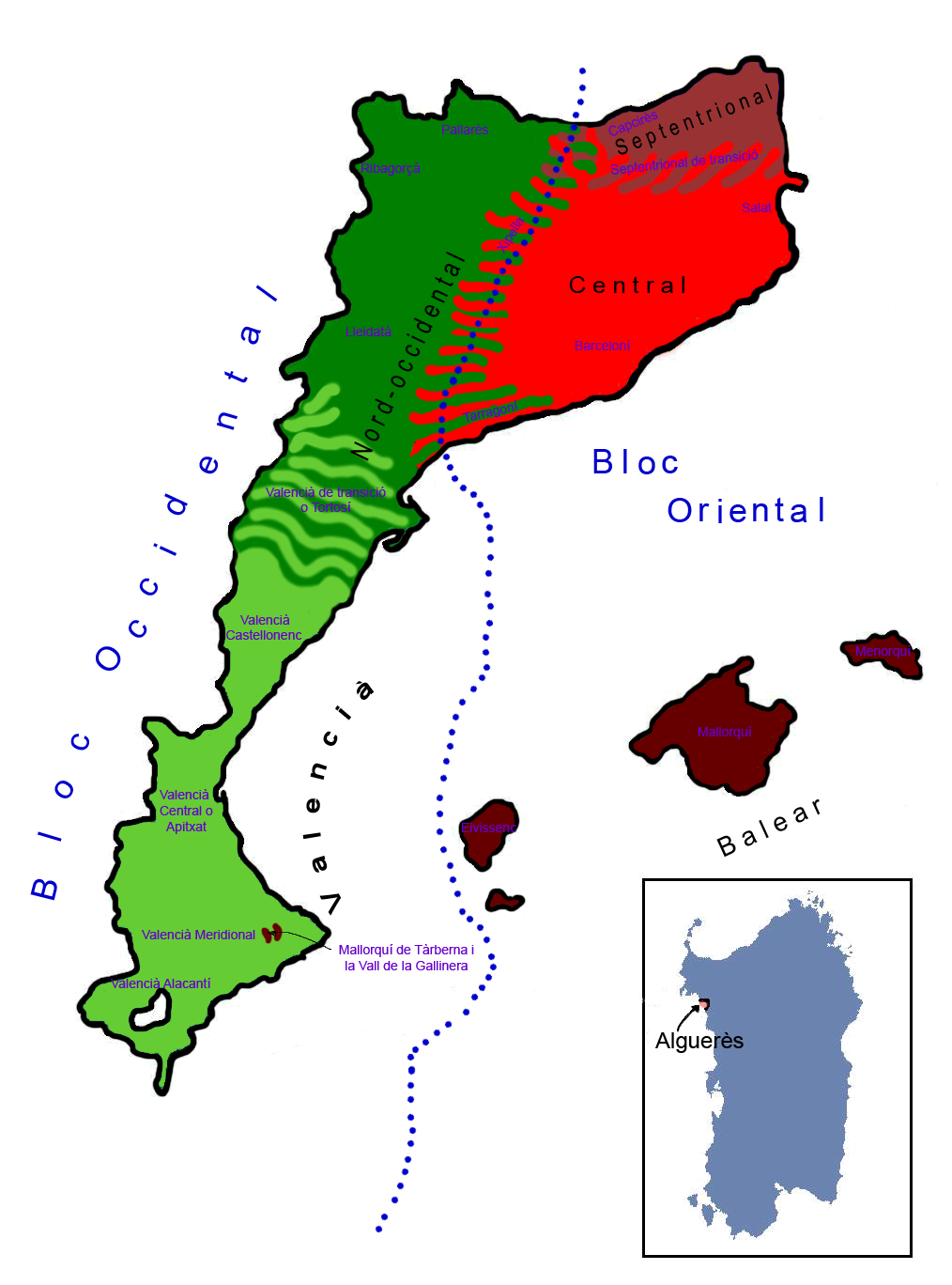
Mapa dos dialetos do catalão

É por isso que até há relativamente pouco a língua da maioria na cidade era o catalão na sua variedade de Alghero. Desde o fim da Segunda Guerra Mundial, no entanto, a imigração pessoas que falam sardo, a escola, a televisão e os jornais de língua italiana têm feito com que menos famílias tenham transmitido o alguerês às crianças. Desde 1997 a língua catalã tem reconhecimento e leis específicas de promoção concedidas pelo Conselho regional da Sardenha na lei de Promoção e valorização da cultura e língua da Sardegna. Além disso, várias entidades, como Òmnium Cultural, o Centro Maria Montessori e Obra Cultural de l’Alguer, promovem a língua e a cultura próprias. Nos últimos anos tem havido um ressurgimento da música cantada na língua local. Uma das artistas mais conhecidas é a cantora Franca Masu.
A cidade velha de Algueiro mostra no planejamento muitas características da arquitetura medieval comuns a outras cidades dos Países Catalães. Os alguereses chamam à sua cidade de "Barceloneta" (pronunciado /baɫsaɾuneta/) por causa da sua ascendência e da fraternidade com a cidade. De Barcelona a Algueiro são organizadas viagens charter, normalmente durante o verão.

## Demografia
| Variação demográfica do município entre 1861 e 2011                               |
|                                                                                   |
| Fonte: Istituto Nazionale di Statistica (ISTAT) - Elaboração gráfica da Wikipedia |

## Monumentos e locais de interesse

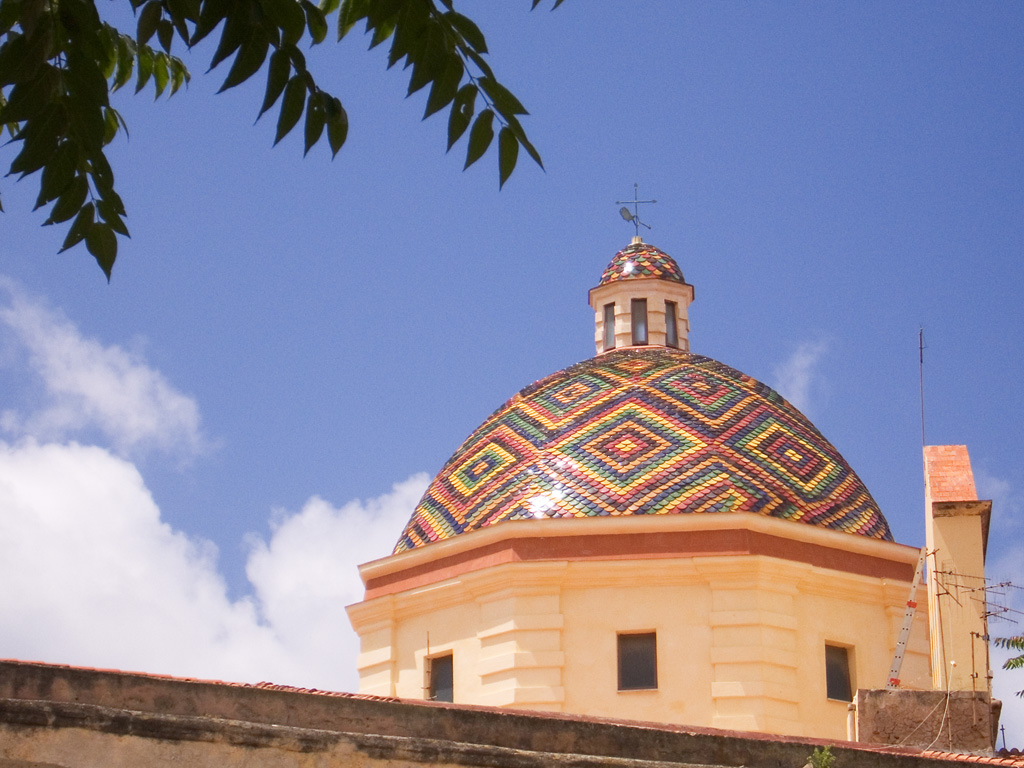
Cúpula de San Michele

As múltiplas etapas históricas que Algueiro tem vivido têm criado uma variedade de monumentos, prédios e locais de interesse muito rica. Desde o neolítico, época da qual ainda se tem muitos vestígios, até a atualidade, nas últimas décadas Algueiro se desenvolveu como cidade turística não só pelas praias e belezas naturais, mas também por contar com um patrimônio muito bem conservado.

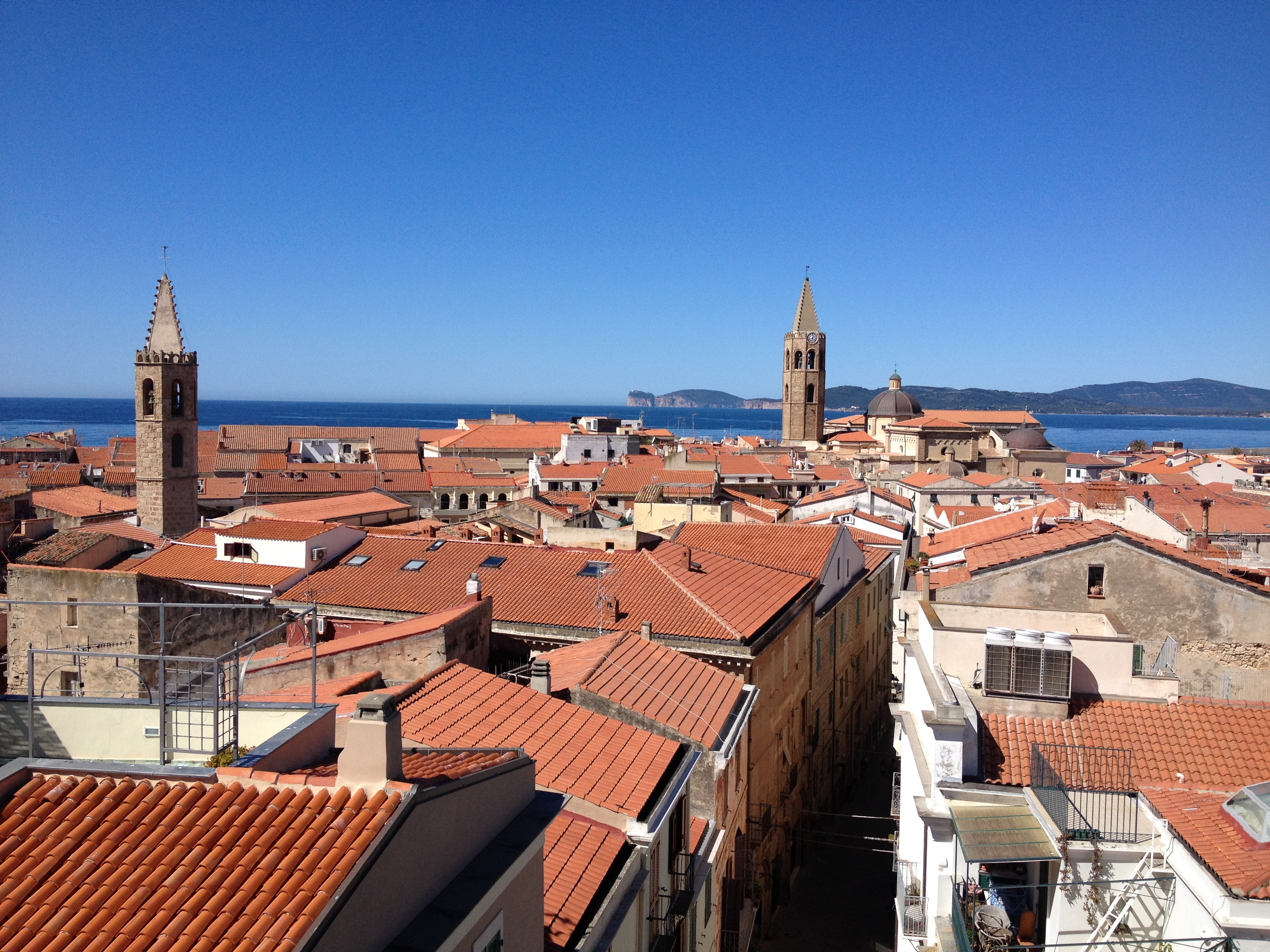
Vista da cidade velha

### Sítios Arqueológicos
Inúmeros sítios arqueológicos extraurbanos: a necrópole Anghelu Ruju (onde pode-se visitar a Domus de Janas) a colina Santu Pedru, a villa romana (Santa Imbenia), o local da Purissima (onde se acredita que existia a cidade perdida de Carbia) e o complexo nurágico Palmavera e Santa Imbenia, assim como vários nuragues mais ou menos preservados espalhados por todo o território.

### Fortificações
O primeiro sistema de fortificações da cidade remonta ao décimo terceiro século e é importado do sistema genovês. Em 1354 a cidade foi ocupada pelos catalães, que restauraram e expandiram o sistema defensivo, então em mau estado. Da antiga muralha genovesa-catalã, permanecem apenas algumas características: a sua maioria, de fato, datam do século XVI e foram construídas pela vontade expressa de Fernando o Católico, que, considerando que as estruturas defensivas em condições degradadas que não garantiam mais a proteção da cidade, ordenou a sua reconstrução. Ao longo das paredes há 7 torres e 3 fortes.

### Arquitetura religiosa
O centro histórico de Algueiro é reconhecido também por albergar um bom número de igrejas e outros monumentos religiosos. Os mais importantes são:
- Catedral de Santa Maria, século XVI;
- Igreja da Nossa Senhora do Carmo, século XVII;
- Igreja de Santa Barbara, século XV: a mais antiga da cidade, agora ortodoxa;
- Igreja de São Francesco com o claustro, século XIV;
- Igreja de São Miguel e cúpula policroma, século XVI.

## Território
Outra das características de Algueiro é a sua paisagem. Fora do centro histórico e do resto de bairros urbanos, o vasto território alguerês compreende múltiplas praias, baías e parques naturais, sendo o promontório de Capo Caccia e o seu farol um dos ícones da cidade. Alguns dos maiores destaques estão a seguir.

### Costa e praias
- Spiaggia di Poglina o della Speranza.
- Cala Burantino
- Lido San Giovanni.
- Spiaggia di Maria Pia.
- Spiaggia delle Bombarde.

### Parques naturais e reservas
- Area naturale marina protetta Capo Caccia - Isola Piana.
- Parco regionale di Porto Conte.

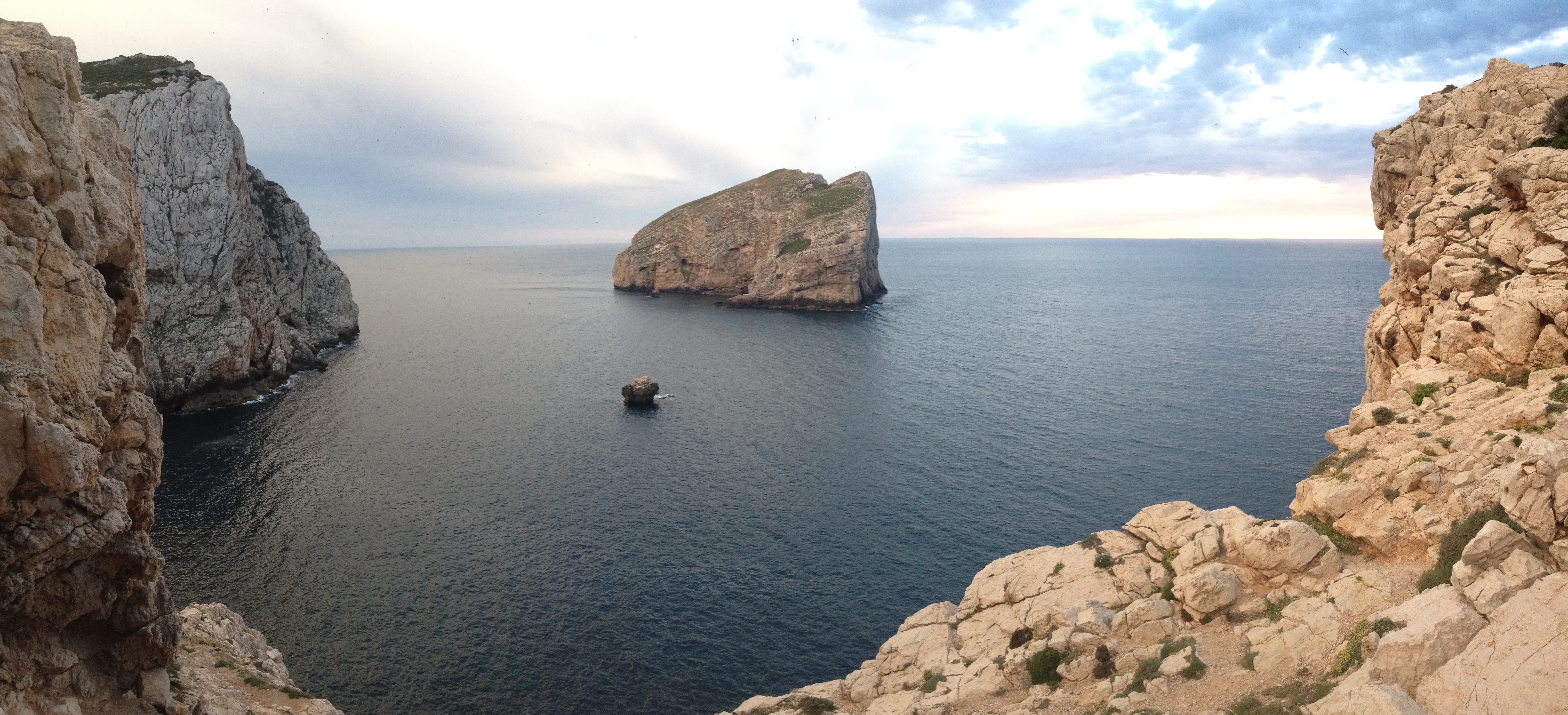
Panorâmica do Capo Caccia
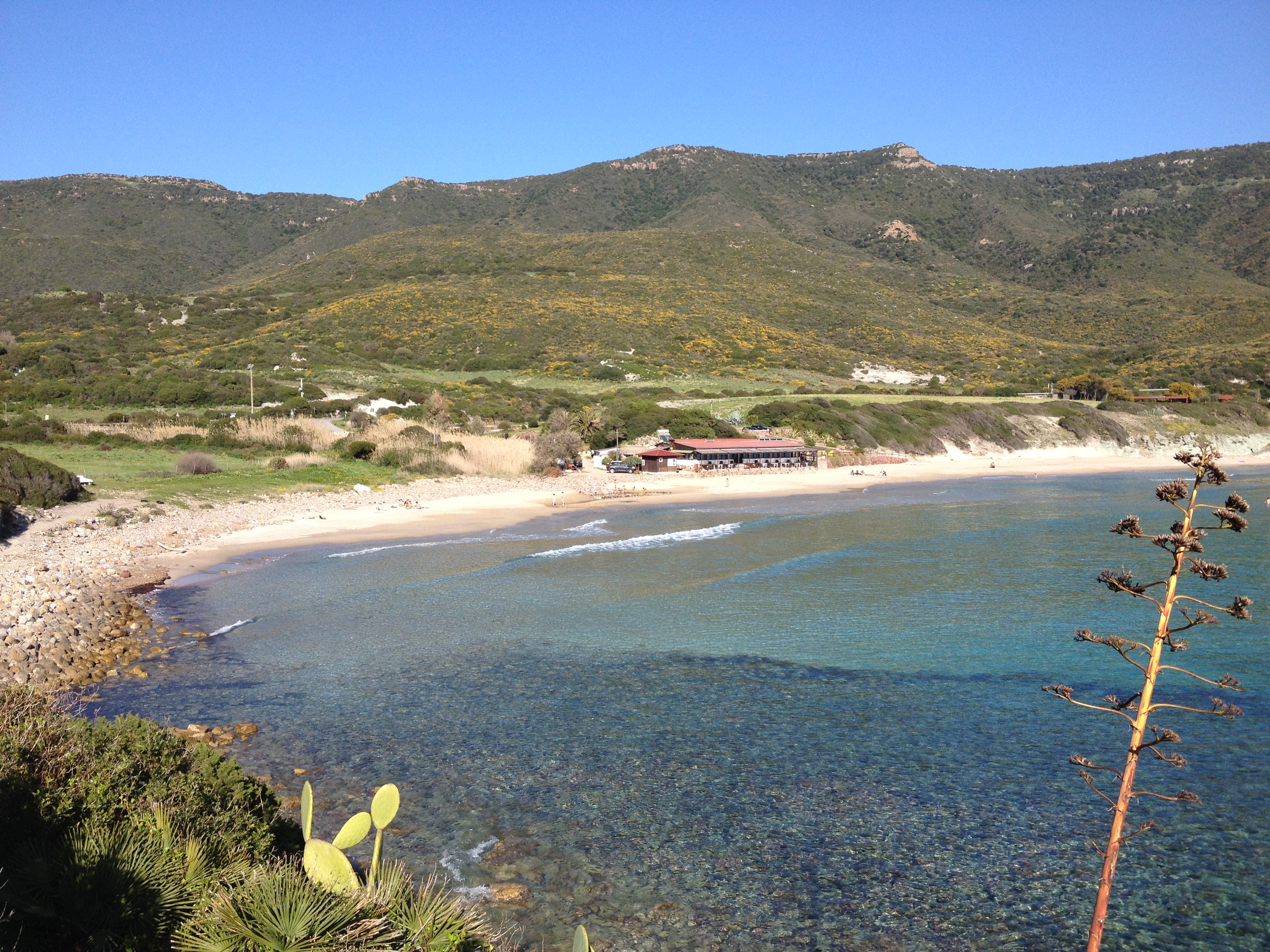
Praia da Speranza
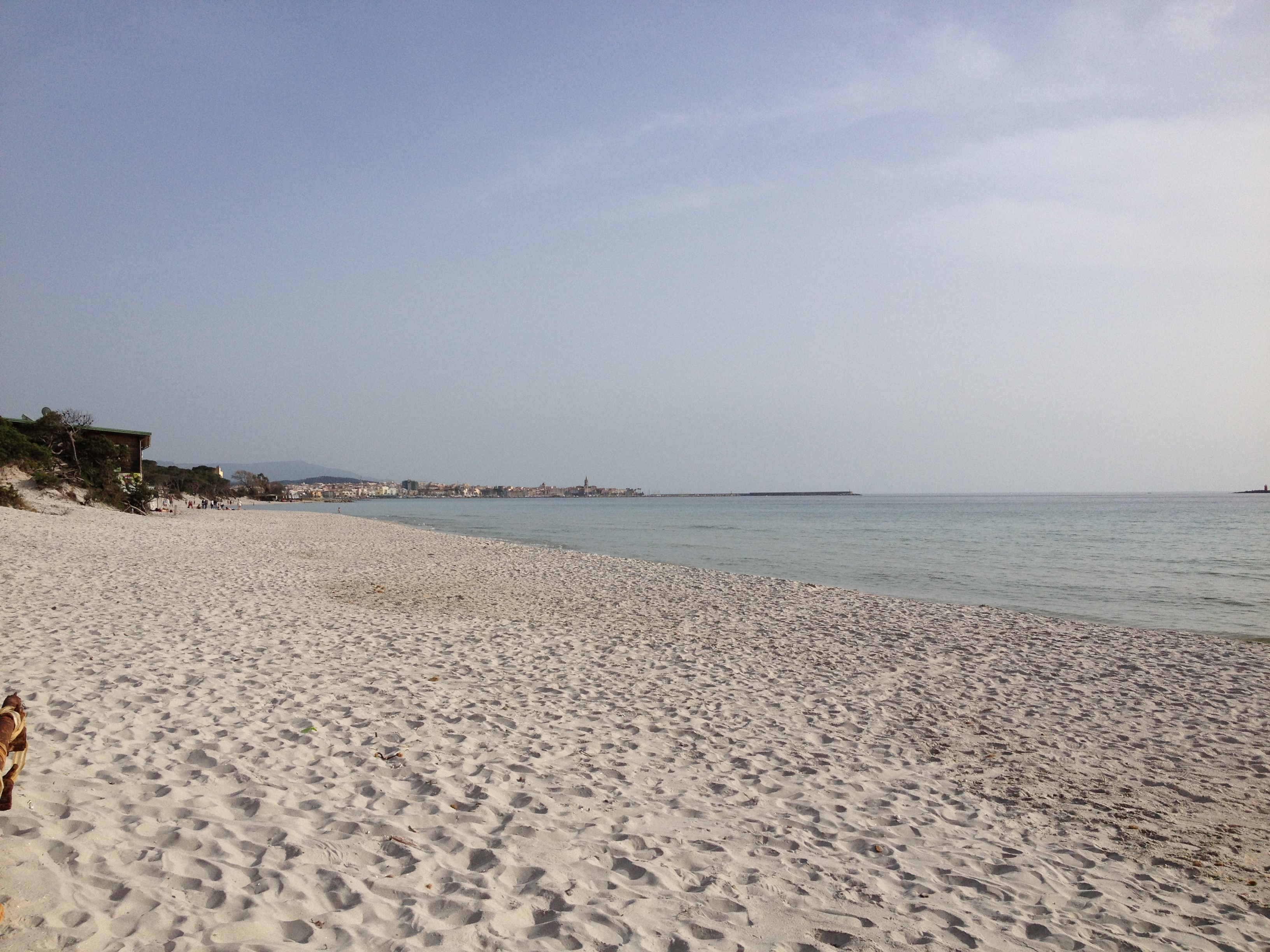
Praia Maria Pia
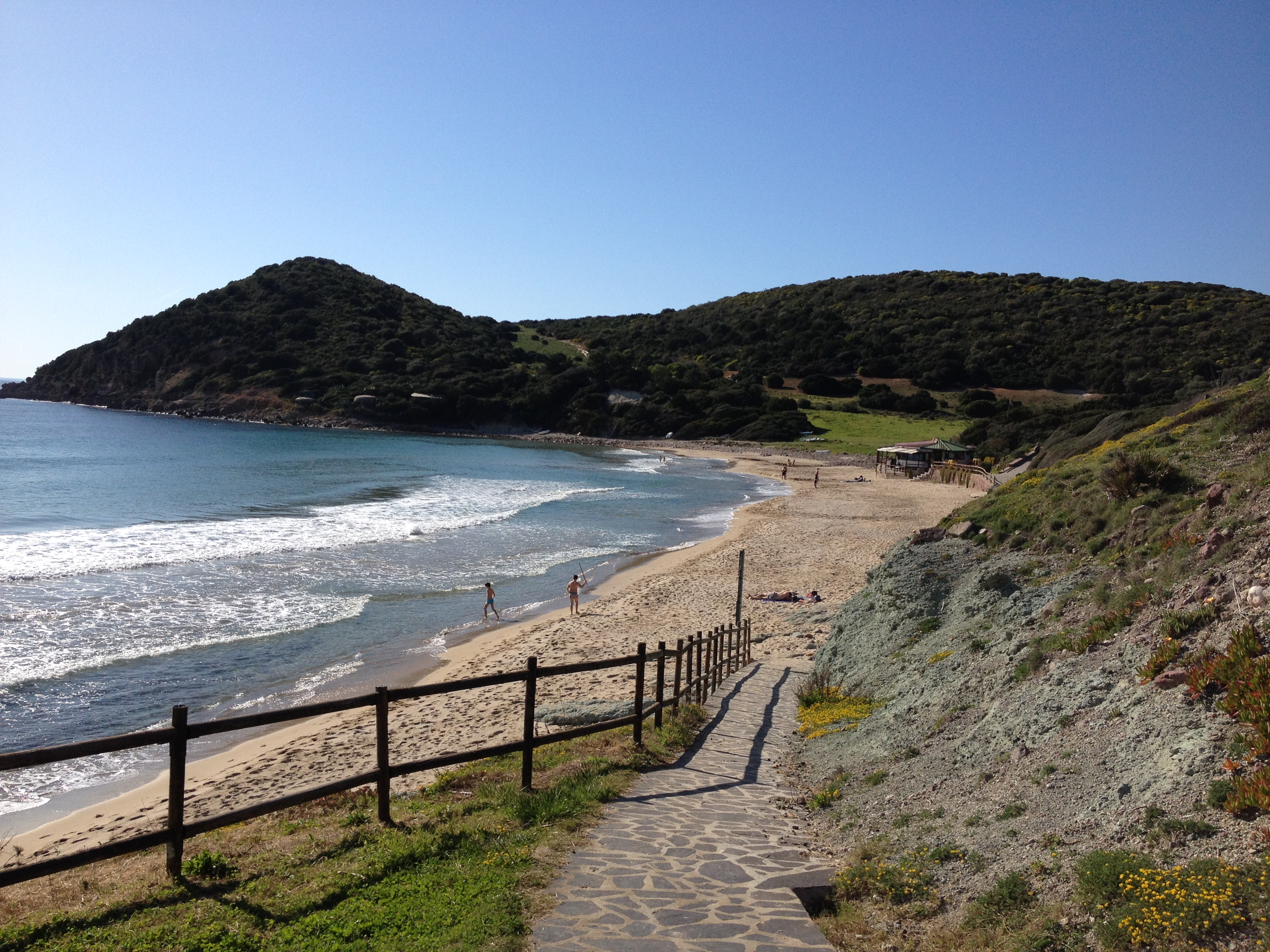
Descida à praia da Speranza
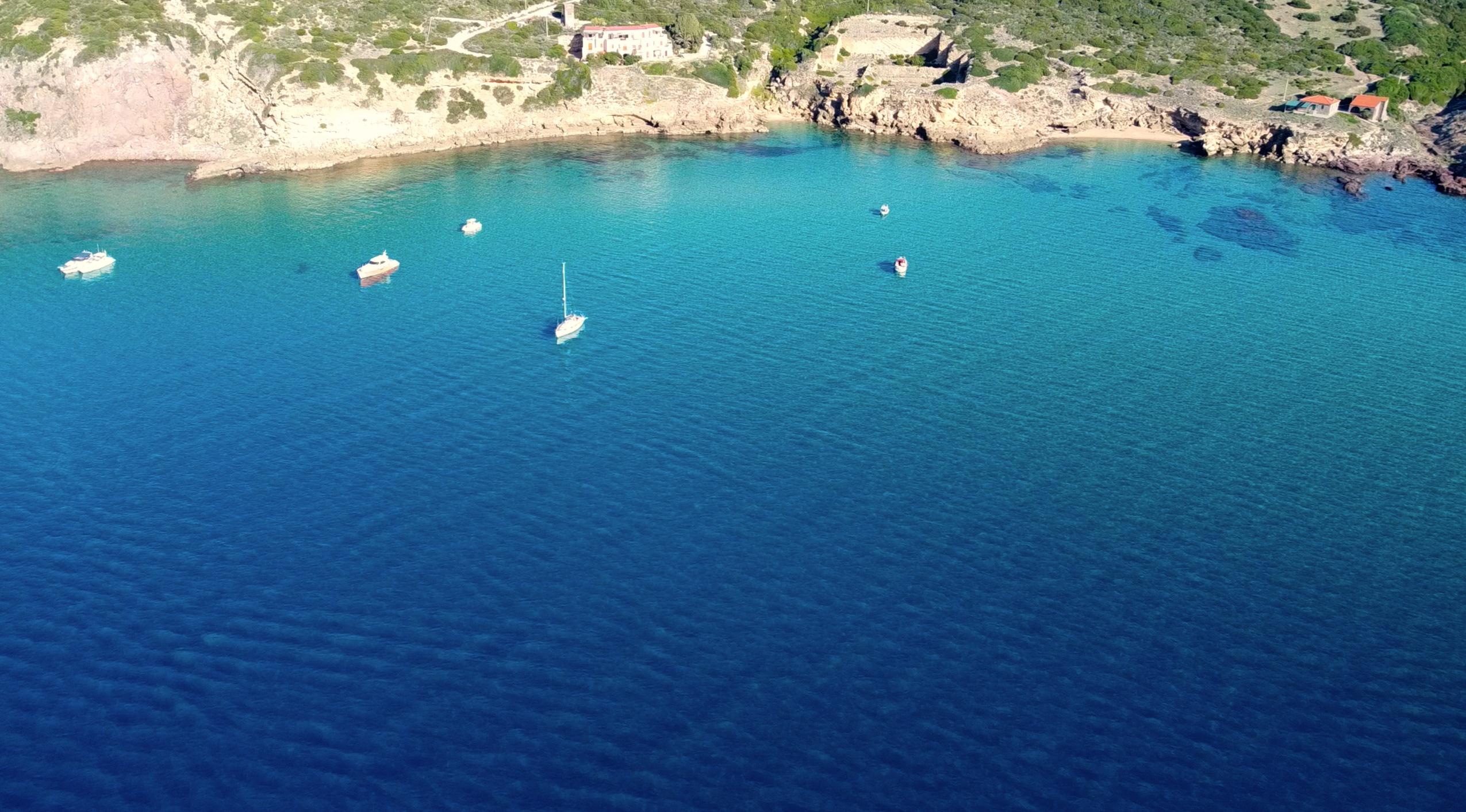
Vista aérea de Cala Burantino

## Infraestrutura e transporte
Embora fique numa ilha, Algueiro é uma cidade bem comunicada. Estradas conectam com Sassari, capital provincial, o porto principal fica a 30 quilómetros e ainda o aeroporto de Fertilia faz com que Algueiro se destaque como uma das cidades mais visitadas da Itália, com muitas ligações nacionais e internacionais, que crescem ainda mais no verão com os voos charter.

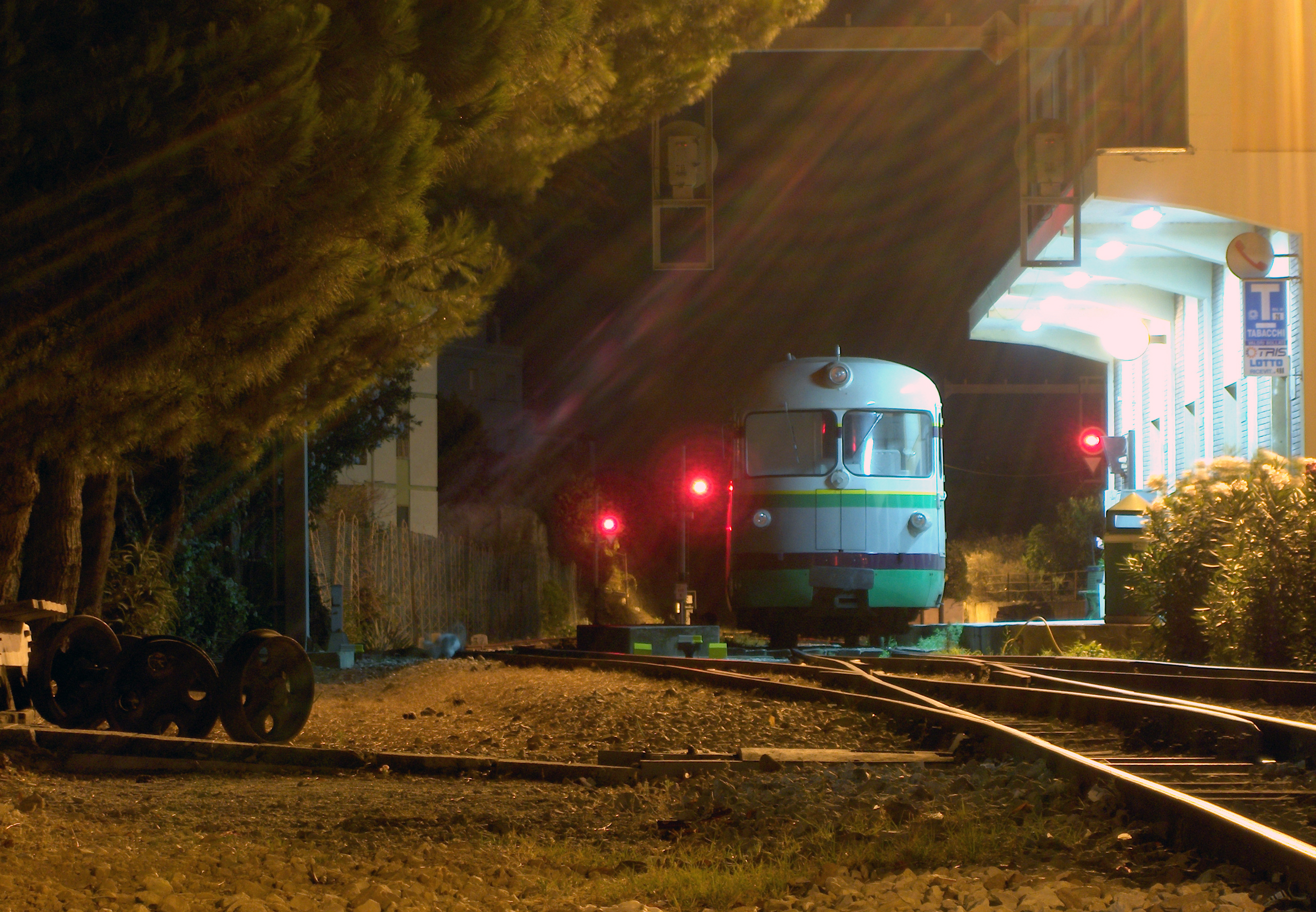
Estação Sant'Agostino

### Estradas
- Strada statale 127bis Settentrionale Sarda, leva até Porto Conte no norte e Sassari no leste.
- Strada statale 291 della Nurra, de Fertilia até Sassari.
- Strada provinciale 42 dei Due Mari, chega até o porto em Porto Torres.
- Strada provinciale 105 Alghero-Bosa, via panorâmica, começa no sul da cidade e percorre a beira do mar até Bosa;
- Strada statale 291 dir del Calich, que conecta a cidade com o aeroporto.

### Ferrovias
Algueiro tem uma estação de comboios no bairro da Pietraia, que faz a ligação diária com Sassari, capital da província.

### Porto
A cidade conta com um porto esportivo, mas a ligação via mar é em Porto Torres, a uns 30 quilómetros do centro. De lá pode se chegar até Génova, Civitavecchia e Barcelona.

### Aeroporto
A pouco mais de 10 km do centro, o aeroporto internacional de Alghero – Fertilia é a principal ligação da cidade com o resto da Itália e da Europa. Nos últimos anos o crescimento do aeroporto tem contribuído para o desenvolvimento da cidade e da região.